# هیدتادا ایتو
هیدتادا ایتو (انگلیسی: Hidetada Ito؛ زادهٔ ۱۰ مارس ۱۹۵۹) بازیکن هندبال اهل ژاپن بود.